# Tuberyna
Tuberyna – białko człowieka kodowane przez gen TSC2 w locus 16 p13.3. Gen TSC2 człowieka odpowiada genowi Tsc2 u zwierząt, który powszechnie występuje u ssaków i innych eukariontów. Gen TSC2 liczy 44 kilopar zasad i zawiera 42 eksony, z czego 41 jest kodujących. Łańcuch polipeptydowy tuberyny zawiera 1807 reszt aminokwasowych, masa cząsteczki tuberyny wynosi 180 kDa.

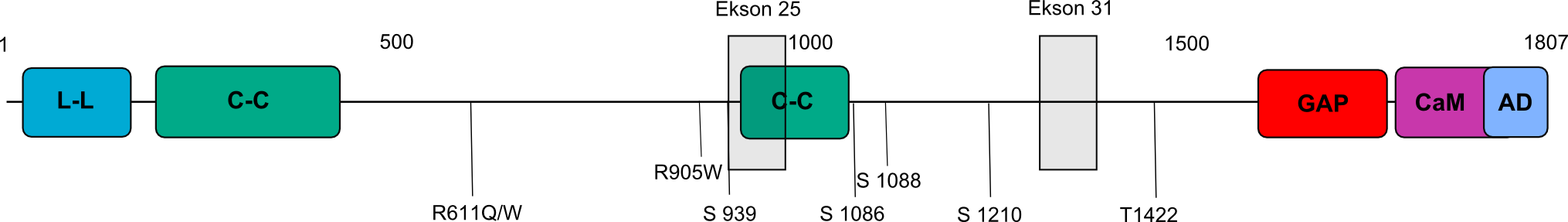
Schematyczne przedstawienie cząsteczki białka tuberyny. L-L oznacza strukturę zamka leucynowego, C-C struktury typu coiled-coil: regiony te biorą udział w interakcjach cząsteczki tuberyny z innymi białkami, między innymi z hamartyną. Zaznaczono miejsca wiązania kinaz białkowych Akt (wiąże się do reszt serynowych S939, S1086 i S1088 oraz treoninowej T1422) i p38MAPK (miejsce wiązania do reszty serynowej S1210), hamujących aktywność tuberyny. GAP oznacza domenę aktywującą różne małe trifofatazy guanozyny szlaków sygnalizacyjnych komórki. Blisko C-końca łancucha polipeptydowego znajduje się domena wiążąca kalmodulinę (CaM) i domena aktywująca transkrypcję (AD), regulująca ekspresję licznych genów. Zaznaczono dwa alternatywnie składane eksony, 25. i 31. Ponadto, zaznaczono miejsca najczęstszych mutacji w genie TSC2: R611Q/W i R905W, odpowiadających, odpowiednio, za około 5 i 1,5% przypadków stwardnienia guzowatego.

## Funkcja
Tuberyna razem z hamartyną funkcjonują w komórce jako kompleks Rheb-GTPazy zaangażowany w regulację podziałów komórkowych, hamujący szlak sygnalizacyjny mTOR (ssaczy cel rapamycyny, mammalian target of rapamycin). Mutacje w którymkolwiek z genów TSC1 albo TSC2 powodują, że kompleks jest nieaktywny a podziały komórek są zaburzone, co powoduje między innymi rozwój zmian o charakterze hamartoma, hamartia i hamartoblastoma w rzadkiej chorobie człowieka jaką jest stwardnienie guzowate (tuberous sclerosis).
Gen Tsc2 jest powszechny wśród zwierząt. Modelowymi organizmami do badań nad stwardnieniem guzowatym są zwierzęta z uszkodzoną jedną kopią genu Tsc2 (Tsc2-/+); pierwszym z nich był szczur Ekera, mutant opisany przez Reidara Ekera w 1954 roku. Najważniejsze z tych organizmów przedstawiono w tabelce:
| Organizm                | Fenotyp                                         | Źródła |
| ----------------------- | ----------------------------------------------- | ------ |
| Szczur Ekera            | Autosomalnie dominująco dziedziczone raki nerek | [ 4 ]  |
| Mysz                    | Zmiany w nerkach                                | [ 5 ]  |
| Fugu                    |                                                 | [ 6 ]  |
| Drosophila melanogaster |                                                 |        |
| Saccharomyces pombe     |                                                 |        |